# Peter Thomson

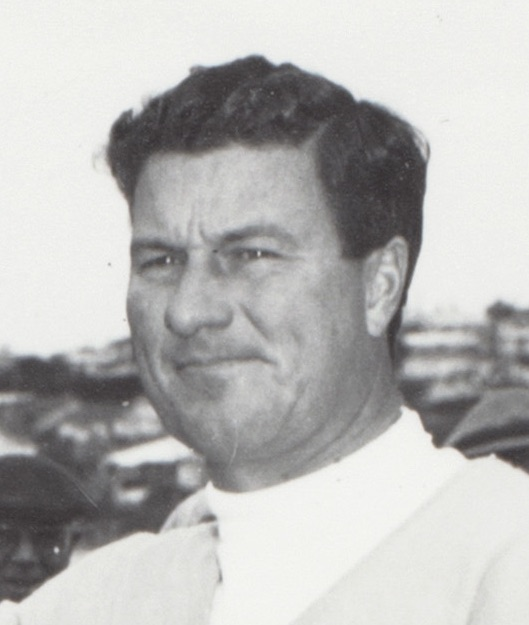
Peter Thomson

Peter William Thomson (Melbourne, 23 augustus 1929 – Melbourne, 20 juni 2018) was een Australisch golfer, die onder andere vijf maal het Brits Open won. Behalve speler, schrijver en golfbaanarchitect was hij van 1962 tot 1994 president van de Australische PGA.

## Golfer
Als speler is Thomsons naam wereldwijd bekend. Minder bekend is dat hij ook clubprofessional was op de Royal Melbourne Golf Club. Hij speelde op de Amerikaanse PGA Tour in het begin van de jaren 50 en bereikte zijn hoogste positie op de rangorde in 1956, mede door het winnen van de Texas International.

#### Gewonnen
Thomson was de enige speler in de 20ste eeuw die het Brits Open driemaal achter elkaar won (1954, 1955 en 1956). In die tijd kwamen nog niet veel Amerikaanse spelers naar Engeland om hieraan deel te nemen. Toen hij in 1965 won, namen ook beroemde spelers als Arnold Palmer, Jack Nicklaus en Tony Lema deel aan het toernooi. Zij stonden in die tijd aan de top in de Verenigde Staten.
De 50ste verjaardag van zijn derde overwinning viel samen met de 135ste editie van het Open, die gewonnen werd door Tiger Woods. Thomson was aanwezig bij de prijsuitreiking.

##### Australasia
- 1947: Australian Foursomes Shield (met H.R. Payne)
- 1948: Victoria Amateur Championship
- 1950: New Zealand Open
- 1951: Australian Open, New Zealand Open
- 1952: Victorian PGA, Mobilco Tournament
- 1953: New Zealand Open, New Zealand PGA Championship, Victorian PGA
- 1953: Ampol Tournament
- 1955: New Zealand Open, Pelaco Tournament, Speedo Tournament
- 1956: Pelaco Tournament, Texas International (US Tour)
- 1958: Victorian Open, Pelaco Tournament
- 1959: New Zealand Open, Pelaco Tournament, Cole 3,000 Tournament
- 1960: New Zealand Open, Wills Masters
- 1961: New Zealand Open, Adelaide Advertiser, New South Wales Open
- 1965: New Zealand Open
- 1967: New Zealand Caltex Tournament, Australian PGA Championship, Australian Open
- 1968: West End Open, Victorian Open
- 1971: New Zealand Open
- 1972: Australian Open
- 1973: Victorian Open

##### Europa
- 1954: News of the World Match Play, The Open Championship
- 1955: The Open Championship
- 1956: The Open Championship
- 1957: Yorkshire Evening News Tournament
- 1958: Dunlop Tournament (United Kingdom), Daks Tournament (tie met Harold Henning), The Open Championship
- 1959: Italian Open, Spanish Open
- 1960: Yorkshire Evening News Tournament, Daks Tournament, Bowmaker Tournament, German Open
- 1961: News of the World Match Play, British Masters, Esso Golden Tournament (Tie met Dave Thomas)
- 1962: Piccadilly Tournament, Martini International
- 1965: Daks Tournament, The Open Championship
- 1966: News of the World Match Play,
- 1967: News of the World Match Play, Alcan International
- 1968: British Masters
- 1970: Martini International (tie with Douglas Sewell)
- 1972: W.D. & H.O. Wills Tournament (United Kingdom)

##### Elders
- 1960: Hong Kong Open
- 1964: Indian Open, Philippine Open
- 1965: Hong Kong Open
- 1966: Indian Open
- 1976: Indian Open

#### Teams
- Canada Cup: 1954 (met Kel Nagle), 1959 (met Kel Nagle)
- Presidents Cup: 1998 (gewonnen), non-playing captain

#### Senior
Ook als senior speler was Thomson succesvol. In 1985 won hij negen toernooien op de Amerikaanse Tour. Zijn laatste overwinning boekte hij in 1988.
- 1984: World Seniors Invitational, General Foods PGA Seniors' Championship
- 1985: The Vintage Invitational, American Golf Carta Blanca Johnny Mathis Classic, MONY Senior Tournament of Champions, The Champions Classic, Senior Players Reunion Pro-Am, MONY Syracuse Senior's Classic, du Maurier Champions, United Virginia Bank Seniors, Barnett Suntree Senior Classic
- 1988: British PGA Seniors Championship

## Schrijver
In het begin van de jaren 50 begon Thomson voor de Melbourne Age te schrijven. Dit is hij tot het einde van de 21ste eeuw blijven doen.

## Architect
Thomson heeft verschillende golfbanen in Australië ontworpen.
In 1988 werd hij toegevoegd aan de World Golf Hall of Fame.